# El Coto (Somiedo)
El Coto (El Coutu en asturiano y oficialmente) es una parroquia del concejo de Somiedo, en el Principado de Asturias (España). En el año 2012 tenía una población empadronada de 57 habitantes (INE) en 45 viviendas (censo del 2001). Ocupa una extensión de 7,36 km². Su templo parroquial está dedicado a San Miguel de la Llera. En esta parroquia se encuentran tanto molinos como teitos.

## Localidades
Según el nomenclátor de 2012, la población de la parroquia (57 habitantes) se repartía en dos lugares:
- El Coto (El Coutu en asturiano). Con 23 habitantes, está situado a una altitud de 900 m y dista 4,1 km de Pola de Somiedo, capital municipal.
- Urria. Localizado a una cota de 1090 m, a 4,6 km de la capital municipal, contaba con una población empadronada de 34 habitantes.

## Hórreo de Urria
En el lugar de Urria se conserva un hórreo con teito de retama de bastante espesor, a cuatro aguas, con la cumbre bien sujeta con gabitos. Los gabitos son palos horquillados que alcanzan el metro y medio. Se hincan en la retama sujetando con la horquilla las llatas del cume. (Las llatas son unos palos que se ajustan a todo lo largo de la cumbrera para protegerla). Estos gabitos se suelen colocar ligeramente inclinados para que la lluvia resbale y no caiga en vertical. El aspecto final es como un encrestado. Este granero es el único representante en la zona de una arquitectura ancestral que ya se perdió. Está catalogado por el Ayuntamiento del que recibe una subvención.